# Degial
Degial ist eine schwedische Death-Metal-Band aus Uppsala, die 2006 gegründet wurde.

## Geschichte
Die Band wurde 2006 gegründet und entstand aus dem Zerfall von Degial of Embos, die insgesamt drei Demos aufgenommen hatte. Degial bestand anfangs aus Emil „Forcas“ Svensson, Rickard „R. Meresin“ Höggren und Hampus „Hampe Death“ Eriksson. Im selben Jahr schloss sich das Demo Awakening from Darkness an, das von Fred Estby produziert wurde. Das Cover wurde von Erik Danielsson von Watain gestaltet. Nachdem 2010 die EP Death and Darkness Buries All… bei Blood Harvest veröffentlicht worden war, kam Joel „J. Megiddo“ Lindholm als Bassist zur Besetzung. Über Sepulchral Voice Records erschienen 2012 und 2015 die Alben Death's Striking Wings und Savage Mutiny. Auf letzterem ist Davide „Set Teitan“ Totaro von Watain als Gastmusiker zu hören. Bei dem Lied Pallor war Pelle „Hornper“ Åhman von In Solitude als Songschreiber tätig, während sein Bruder Gottfrid als Produzent tätig war. Die Aufnahmen hatten in Leksand stattgefunden. 2015 war die Band auf dem Party.San zu sehen.

## Stil
Laut Janne Stark in The Heaviest Encyclopedia of Swedish Hard Rock and Heavy Metal Ever! bietet das Demo Awakening from Darkness Old-School-Death-Metal im Stil von Morbid Angel und Possessed. Martin Wickler vom Metal Hammer schrieb in seiner Rezension zu Death's Striking Wings, dass die Gruppe klassischen Death Metal spielt, der roh und unverfälscht sei. Als Einflüsse könne man frühe Morbid Angel, eingeordnet zwischen Altars of Madness und Abominations of Desolation, heraushören. Die Produktion sei spartanisch und die Soli „schnelles Geschrubbe“, während die Texte von Okkultismus handeln würden. Die Musik könnte man eher der Frühphase des Florida Death Metal zuordnen als klassischem schwedischen Death Metal.
Wie Stark und Wickler bezeichnete auch Mandy Malon vom Rock Hard die Musik als Old-School-Death-Metal. Geprägt werde die Musik durch komplexe Rhythmen sowie einprägsame Riffs und Beats. Im Interview mit Malon gab Eriksson an, dass jedes Mitglied zu allen Instrumenten etwas beiträgt. Das Schlagzeugspiel leiste einen erheblichen Beitrag zum Klang. Zudem achte er darauf, dass Schlagzeug und E-Gitarre immer zusammenspielen. Im selben Interview gab Höggren an, dass die Band für die Texte auf keine bestimmten Quellen zurückgreift, sondern sich vom Klang der Musik beeinflussen lasse. In derselben Ausgabe rezensierte Boris Kaiser Savage Mutiny und zog einen Vergleich zu Morbid Angel. Mittlerweile habe sich die Band allerdings ein wenig von ihren Vorbildern absetzen können und sei dabei mit Gruppen wie Vorum, Dead Congregation, Drowned und Sulphur Aeon „eine ganz neue Speerspitze zu bilden“.

## Diskografie
- 2006: Awakening from Darkness (Demo, Eigenveröffentlichung)
- 2010: Death and Darkness Buries All… (EP, Blood Harvest)
- 2012: Death's Striking Wings (Album, Sepulchral Voice Records)
- 2015: Savage Mutiny (Album, Sepulchral Voice Records)